# North Vikings
North Vikings är en inofficiell supporterklubb till bandylaget Kalix Bandy.
Supporterklubben bildades av Lennart Alm, Jenz Frölander och Lenny Larsson 2001 då Kalix Bandy tog klivet tillbaka till Allsvenskan.

## Medlemmar
North Vikings består för tillfället av ett 50-tal betalande medlemmar, men antalet aktiva medlemmar är mycket mindre än så.

## Tifo
North Vikings tifo består oftast av bengaliska Eldar före och efter match, Rökmaskin och Stroboskop under match (oftast i samband med mål)

## Inkomster
North Vikings är en liten supporterklubb, och har därför små utgifter. Vanligtvis så tjänas pengarna på medlemskort och försäljning i supporterkiosken på Kalix IP(i form av varma chips och glögg)